# Martijn Neggers

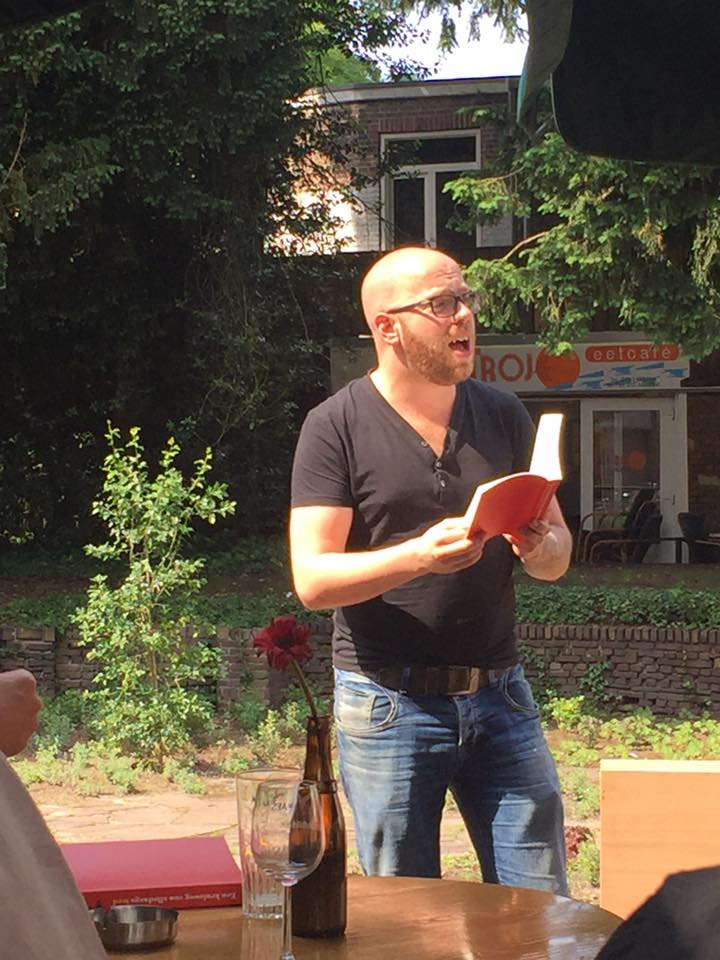
Martijn Neggers em 2016, durante a apresentação da coletânea de poemas Uma Via Sacra do Sofrimento Cotidiano.

Martijn Neggers (Eindhoven, 1987) é um escritor, poeta e jornalista holandês.

## História de vida
Martijn Neggers se formou como professor de holandês de segundo grau, e passou a lecionar no Beatrix College, em Tilburg. Ele fez sua estreia como escritor em 2010 com a coletânea de poemas Tegen de Draad, publicada pela Lipari, seguido em 2012 pela coletânea de contos Esperança em dias felizes, publicada pela Geroosterde Hond. Enquanto isso, ele trabalhou como dramaturgo em vários musicais.
Martijn Neggers foi editor-chefe da revista literária De Titaan e colunista do Brabants Dagblad, antes de seu romance de estreia De mensen die achterblijf ser publicado pela Nijgh & Van Ditmar em 2015.
Junto com Bas Jongenelen e outros 50 sonetistas, ele compilou Een kruisweg van alledaags leed (A Via Sacra do Sofrimento Cotidiano), para a qual ambos também escreveram a maior parte do texto. Um pôster também foi feito para esta edição para visualizar como os sonetos estão interligados. Martijn Neggers, junto com Bas Jongenelen, também é o criador do soneto de Tilburg. Este soneto tem (como todos os sonetos) 14 linhas, mas a 14ª linha consiste em parte da linha 13 e em parte da linha 1, de modo que na verdade há apenas 13 linhas. A coleção A jug full of old piss é uma antologia de sonetos de Tilburg, com contribuições de, entre outros, Peter Knipmeijer, Frank Fabian van Keeren e Frank van Pamelen.